# Pales blondeli
Pales blondeli là một loài ruồi trong họ Tachinidae.